# McLaren Special Operations
McLaren Special Operations (MSO) es una división que crea automóviles superdeportivos con gustos precisos para un propietario, fue fundada en 2011, aunque tiene orígenes antes de la fundación de McLaren Automotive.
Comenzó con el McLaren F1 en 1992. Ofrecieron a los propietarios del automóvil un programa de atención único. A medida que los automóviles cambiaban de dueño, los nuevos propietarios querían personalizar su F1 para satisfacer sus propios gustos, por lo que el programa de Atención al cliente de F1 atendía a esas necesidades y comenzaba a ofrecer mejoras a medida también.

## Niveles de servicio

### MSO Defined
MSO Defined ofrece opciones de personalización para los vehículos de la serie Super, incluidos el 650S y el 625C de Asia, desde kits aerodinámicos hasta componentes livianos y mejoras en el interior. Estas mejoras pronto también se ofrecerán para los modelos de McLaren Sports Series.

### MSO Bespoke
MSO Bespoke permite una personalización casi ilimitada, desde pintura única o colores de acabado, hasta cambios significativos en los materiales o incluso en la carrocería para crear un vehículo único.

### MSO Limited
MSO Limited construye versiones de edición limitada de McLaren Automotive, con productos que incluyen el 650S Le Mans.

### MSO Heritage
MSO Heritage cumple con el compromiso continuo con todos los autos que se producen, ayudando a los propietarios del McLaren F1 a dar servicio y mejorar sus autos.

### MSO Programs

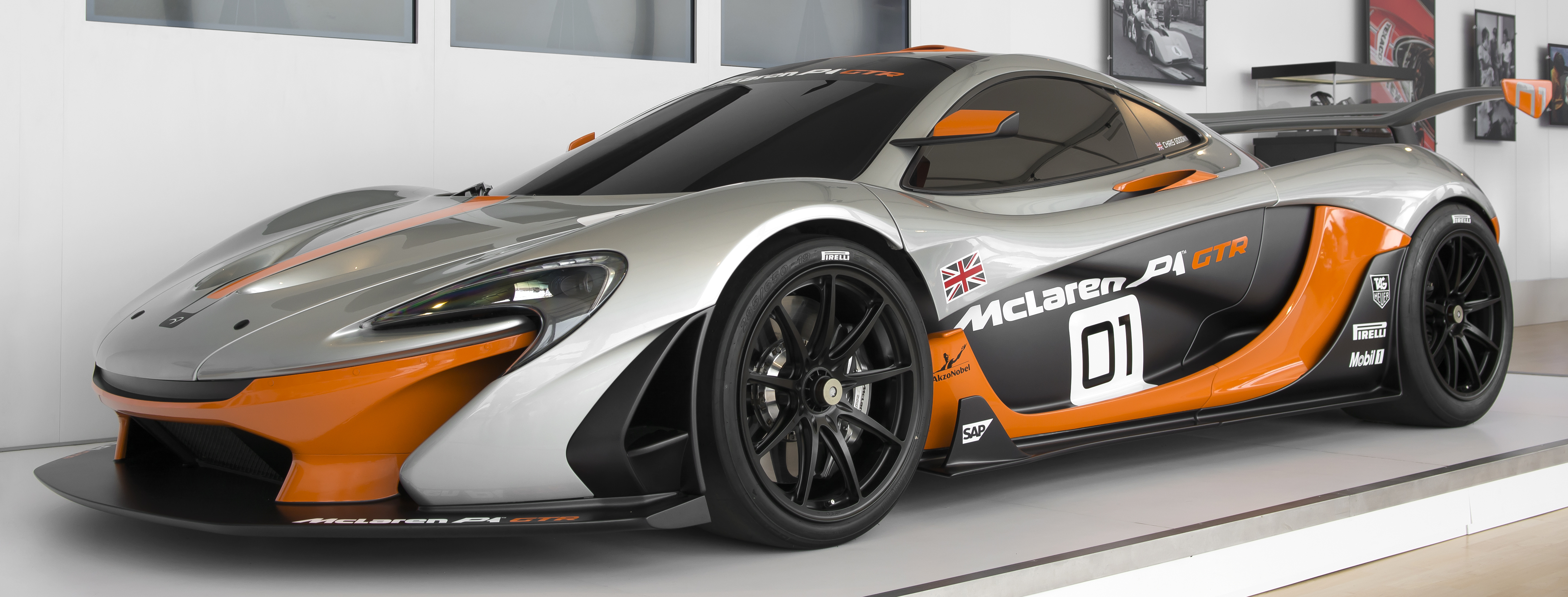
McLaren P1 GTR.

MSO Programs ofrecerá el Programa McLaren P1™ GTR Driver, capacitando a los propietarios junto con el mantenimiento, la preparación y la entrega de los GTR a algunos de los circuitos de Fórmula 1 ™ más famosos del mundo para los días de pista exclusivos.

## Modelos
- McLaren 50 12C
- McLaren 12C Spider
- McLaren MSO 650S

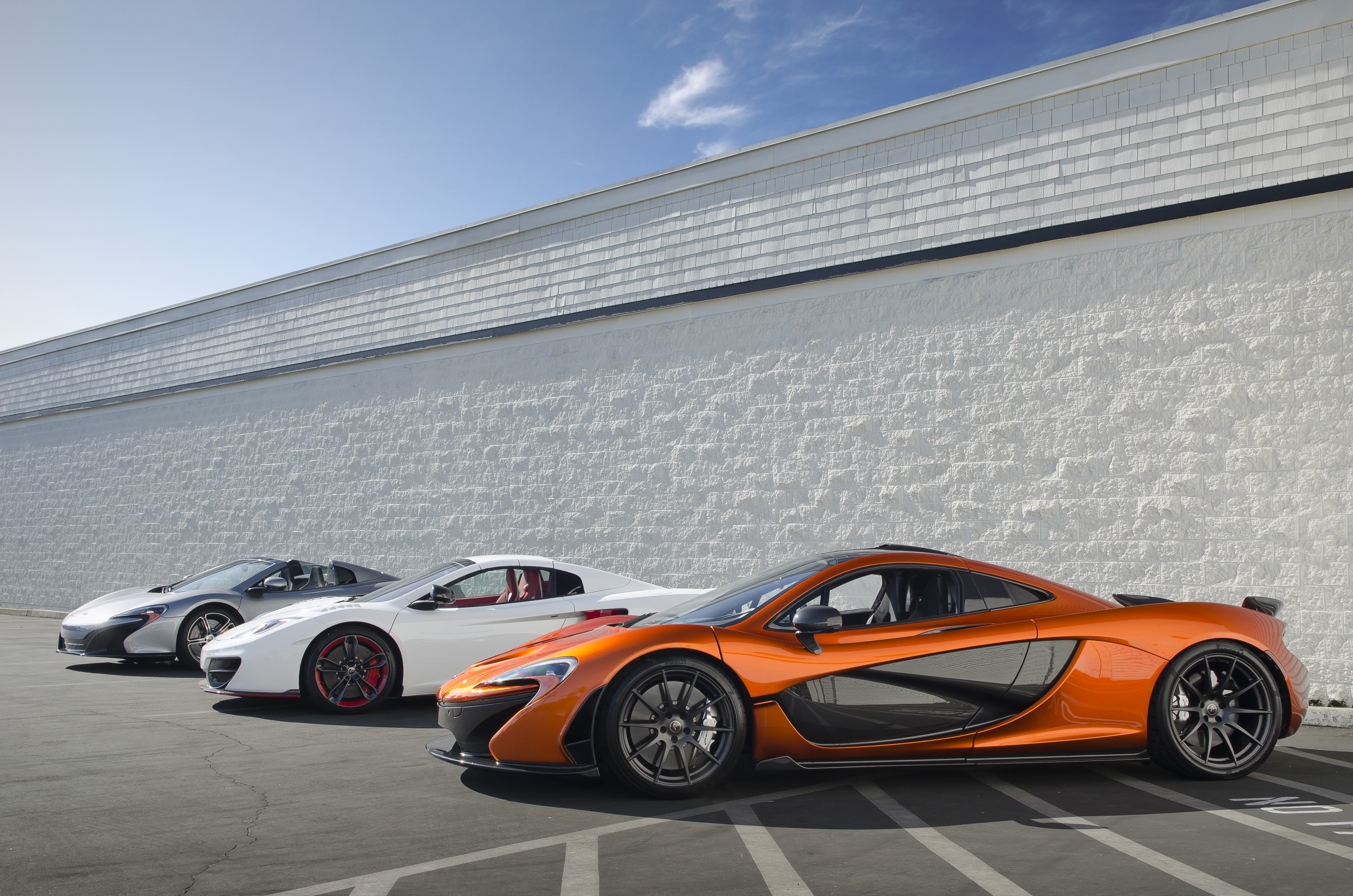
McLaren MP4-12C MSO Project 8 Spider (blanco).

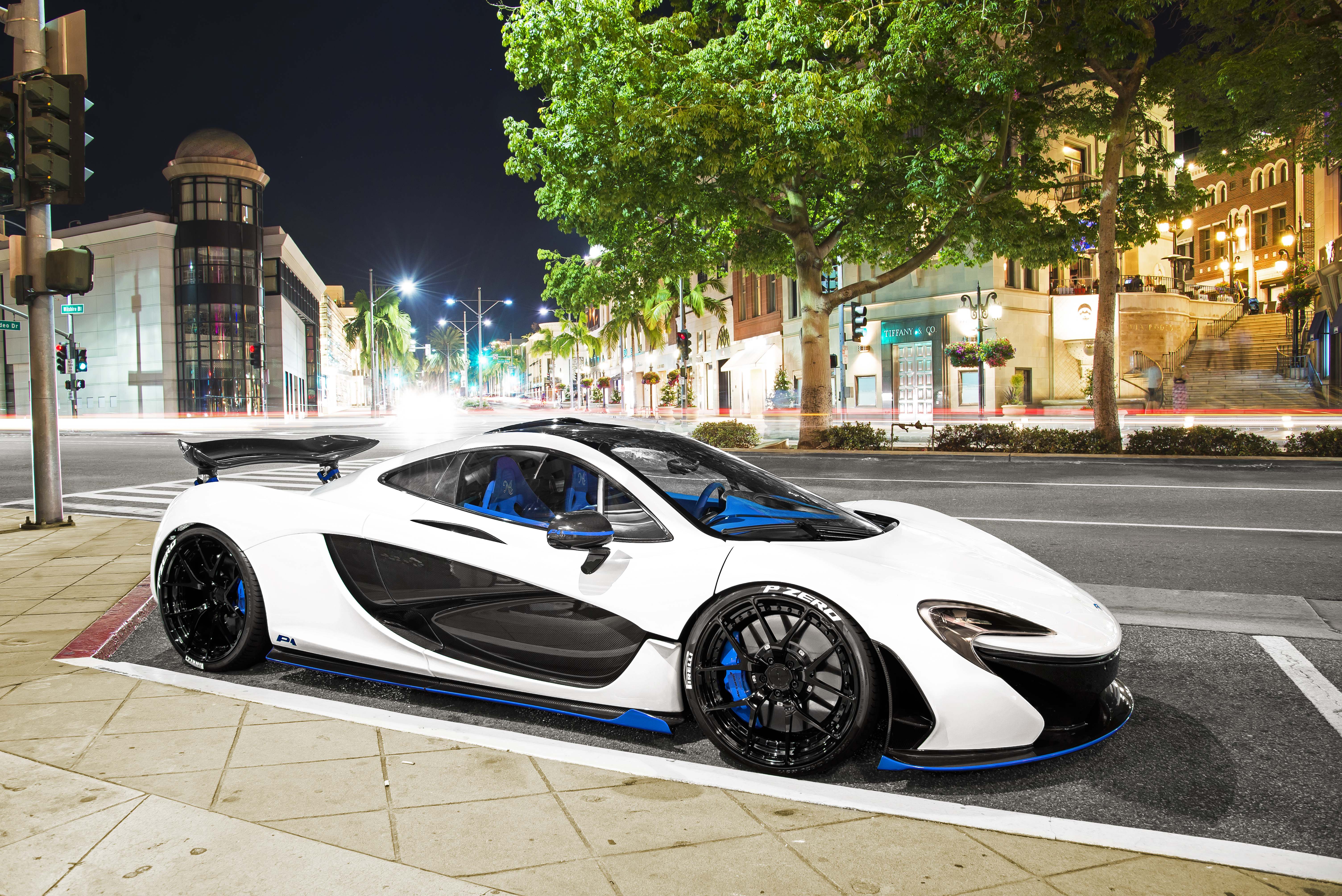
White/Blue MSO McLaren P1.

- McLaren MP4-12C MSO Project 8 Spider
- McLaren P1 MSO
- McLaren P1™ GTR
- White/Blue MSO McLaren P1
- McLaren 650S Le Mans
- McLaren 650S Can-Am
- McLaren MSO Carbon Series 675LT Spider
- MSO McLaren 570GT XP Green
- McLaren 720S Velocity
- McLaren MSO HS
- McLaren 688 HS
- McLaren MSO R
- McLaren 720S Bruce McLaren
- McLaren MSO X